# Indemnités des membres du Parlement du Royaume-Uni
 (août 2023).
La mise en forme du texte ne suit pas les recommandations de Wikipédia : il faut le « wikifier ».
Les points d'amélioration suivants sont les cas les plus fréquents. Le détail des points à revoir est peut-être précisé sur la page de discussion.
- Les titres sont pré-formatés par le logiciel. Ils ne sont ni en capitales, ni en gras.
- Le texte ne doit pas être écrit en capitales (les noms de famille non plus), ni en gras, ni en italique, ni en « petit »…
- Le gras n'est utilisé que pour surligner le titre de l'article dans l'introduction, une seule fois.
- L'italique est rarement utilisé : mots en langue étrangère, titres d'œuvres, noms de bateaux, etc.
- Les citations ne sont pas en italique mais en corps de texte normal. Elles sont entourées par des guillemets français : « et ».
- Les listes à puces sont à éviter, des paragraphes rédigés étant largement préférés. Les tableaux sont à réserver à la présentation de données structurées (résultats, etc.).
- Les appels de note de bas de page (petits chiffres en exposant, introduits par l'outil «  Source ») sont à placer entre la fin de phrase et le point final[comme ça].
- Les liens internes (vers d'autres articles de Wikipédia) sont à choisir avec parcimonie. Créez des liens vers des articles approfondissant le sujet. Les termes génériques sans rapport avec le sujet sont à éviter, ainsi que les répétitions de liens vers un même terme.
- Les liens externes sont à placer uniquement dans une section « Liens externes », à la fin de l'article. Ces liens sont à choisir avec parcimonie suivant les règles définies. Si un lien sert de source à l'article, son insertion dans le texte est à faire par les notes de bas de page.
- La présentation des références doit suivre les conventions bibliographiques. Il est recommandé d'utiliser les modèles {{Ouvrage}}, {{Chapitre}}, {{Article}}, {{Lien web}} et/ou {{Bibliographie}}. Le mode d'édition visuel peut mettre en forme automatiquement les références.
- Insérer une infobox (cadre d'informations à droite) n'est pas obligatoire pour parachever la mise en page.

Pour une aide détaillée, merci de consulter Aide:Wikification.
Si vous pensez que ces points ont été résolus, vous pouvez retirer ce bandeau et améliorer la mise en forme d'un autre article.
L'indemnité annuelle de base des membres élus de la Chambre des Communes est de 86 584 livres sterling à compter d'avril 2023. Les députés britanniques ont le droit de réclamer une aide pour couvrir les coûts relatifs à l'emploi d'assistants parlementaires, à l'exécution de leurs tâches parlementaires, aux transports dans le cadre de leurs fonctions et à la domiciliation à Londres lors des séances. Une indemnité additionnelle peut être accordée lors de l'acceptation par un député d'une fonction supplémentaire comme membre du Gouvernement, chef de parti, commissaire, etc. 
Une Autorité indépendante pour les Normes parlementaires a été créée en réponse au scandale des dépenses parlementaires qui a éclaté en 2009.

## Salaire et avantages: Chambre des Communes

### Indemnité de base
Le traitement annuel de base d'un député à la Chambre des communes est de 86 584 £. 

#### Salaires historiques
Les députés n'étaient pas payés jusqu'en 1911, car on supposait qu'ils disposaient de moyens confortables d'existence et d'autres sources de revenues, ce qui limitait l'adhésion au Parlement aux personnes aisées. Il y avait eu des tentatives depuis la fin du XVIIIe siècle pour fournir des salaires aux députés. Le Parti travailliste a fait pression pour que les députés soient payés, permettant aux hommes et aux femmes, à partir de 1918, qui ne pouvaient pas se permettre d'exercer sans rémunération de devenir députés. 
Le premier traitement était de 400 £ par an, introduit en 1911. À titre de comparaison, les salaires annuels moyens étaient de 70 £ en 1908. Les indemnités de base ont évolué pour atteindre 1 000 £ en 1946, 3 250 £ en 1964, 11 750 £ en 1980 et 26 701 £ en 1990. Les augmentations des traitements de base des députés depuis 1996 ont été,:  
| janvier 1996 | 34 085 £ | avril 2002    | 55 118 £ | avril 2009 | 64 766 £        | Avr 2017   | 76 011 £ 1,4 % |
| juillet 1996 | 43 000 £ | avril 2003    | 56 358 £ | avril 2010 | 65 738 £ 1,5 %  | Avr 2018   | 77 379 £ 1,8 % |
| avril 1997   | 43 860 £ | avril 2004    | 57 485 £ | avril 2011 | 65 738 £        | Avr 2019   | 79 468 £ 2,7 % |
| avril 1998   | 45 066 £ | avril 2005    | 59 095 £ | avril 2012 | 65 738 £        | avril 2020 | 81 932 £ 3,1 % |
| avril 1999   | 47 008 £ | avril 2006    | 59 686 £ | avril 2013 | 66 396 £ 1,0 %  | avril 2021 | 81 932 £       |
| avril 2000   | 48 371 £ | novembre 2006 | 60 277 £ | avril 2014 | 67 060 £ 1,0 %  | avril 2022 | 84 144 £ 2,7 % |
| avril 2001   | 49 822 £ | avril 2007    | 61 181 £ | Mai 2015   | 74 000 £ 10,3 % | avril 2023 | 86 584 £ 2,9 % |
| juin 2001    | 51 822 £ | novembre 2007 | 61 820 £ | avril 2016 | 74 962 £ 1,3 %  |            |                |

### Indemnité supplémentaire
De nombreux députés (le Premier ministre, les ministres, le président de l'Assemblée, les cadres de l'opposition, le whip en chef de l'opposition, etc.) reçoivent un traitement supplémentaire pour leurs responsabilités spécifiques. Au 1er avril 2015, ces droits supplémentaires allaient de 15 025 £ pour les présidents de commission  à 79 990 £ pour le Premier ministre.  Le 24 mai 2015, David Cameron a annoncé qu'il avait l'intention de geler la rémunération des ministres pour les cinq prochaines années. 

#### Salaire du premier ministre
Le Premier ministre ne réclame pas toujours le montant total prévu par la loi. Le Premier ministre a droit à d'autres avantages, notamment l'utilisation de l'appartement officiel du 10 Downing Street, de la maison de campagne Checkers et d'autres résidences officielles, ainsi que du transport avec chauffeur.
| Date         | Salaire supplémentaire | Équivalent en valeur moderne | Note                                                   |
| ------------ | ---------------------- | ---------------------------- | ------------------------------------------------------ |
| Avril 1937   | £10 000                | £686 000                     | Décidé par la Loi de 1937 sur les Ministres du Roi     |
| Avril 1965   | £14 000                | £288 000                     | Décidé par la Loi de 1965 sur le salaire des Ministres |
| Avril 1978   | £22 000                | £122 000                     | Décidé par Ordonnance ministérielle                    |
| Juillet 1981 | £36 725                | £150 000                     |                                                        |
| Janvier 1984 | £40 424                | £143 000                     |                                                        |
| Janvier 1990 | £46 750                | £113 000                     |                                                        |
| Janvier 1994 | £54 438                | £115 000                     |                                                        |

Les chiffres du salaire du Premier ministre ci-dessous incluent l'indemnité parlementaire (Les Premiers Ministres britanniques sont par convention toujours députés).

### Retraite
Les députés reçoivent normalement une pension correspondant à 1/40e ou 1/50e de leur dernier traitement ouvrant droit à pension pour chaque année de service ouvrant droit à pension, selon le taux de cotisation qu'ils ont choisi. Les membres qui ont cotisé 13,75 % de leur salaire bénéficient d'un taux de pension de 1/40e. 
Si un député se retire au cours d'une législature en raison de problèmes de santé, une allocation de retraite en cas de maladie est payable, calculée de la même manière que l'allocation de réinstallation (ainsi qu'une pension immédiate basée sur le service que le député aurait accumulé s'il avait continué à servir jusqu'à l'âge de 65 ans).

## Salaire et avantages : Chambre des Lords
Les membres de la Chambre des Lords ne sont pas salariés. Ils peuvent choisir de recevoir une indemnité de présence de 332 £ par jour, ainsi que des frais de déplacement et des installations de restauration subventionnées. Les pairs peuvent également choisir de recevoir une allocation de présence réduite de 166 £ par jour à la place. 